# Nodulisporium umbrinum
Nodulisporium umbrinum är en svampart som först beskrevs av Christiaan Hendrik Persoon, och fick sitt nu gällande namn av Deighton 1985. Nodulisporium umbrinum ingår i släktet Nodulisporium och familjen kolkärnsvampar.   Inga underarter finns listade i Catalogue of Life.